# Ruhe in Frieden

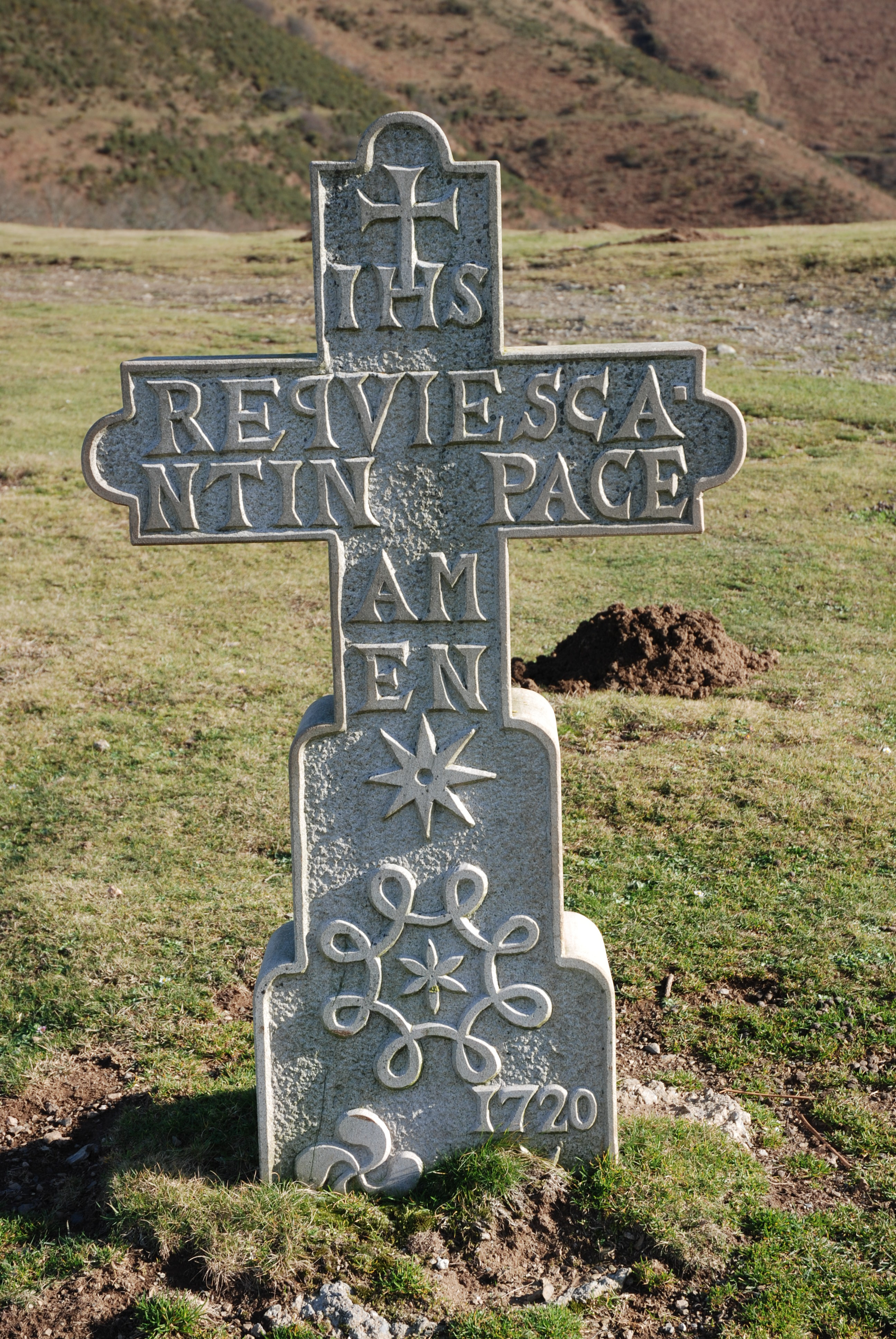
Grabkreuz mit dem Christusmonogramm IHS und der Inschrift: Requiescant in pace. Amen (1720)

Er ruhe in Frieden (lateinisch Requiescat in pace, abgekürzt R. I. P.) ist eine häufig verwendete Grabinschrift.

## Verwendung

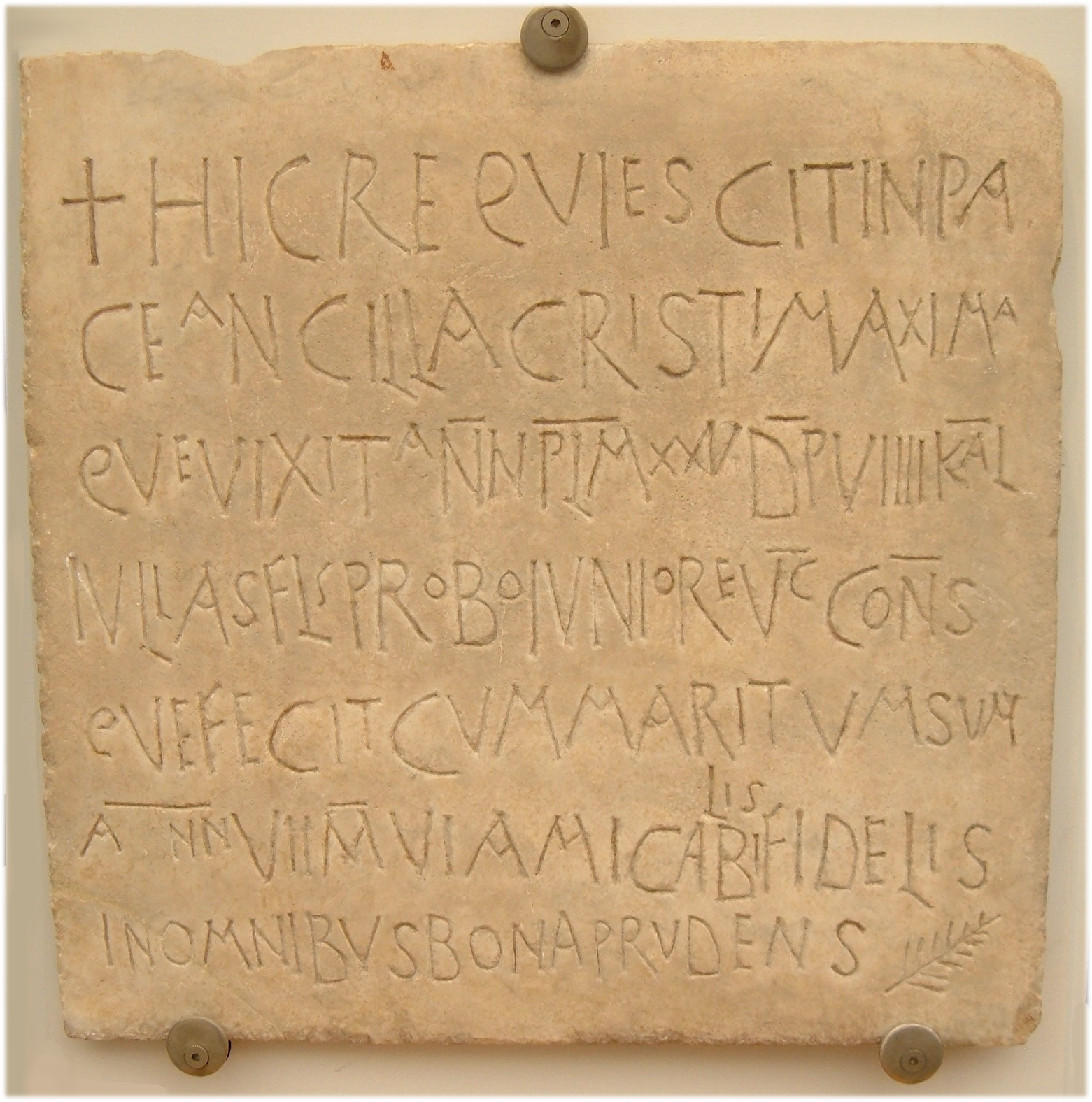
Spätantike christliche Grabinschrift aus Rom mit dem Incipit Hic requiescit in pace („Hier ruht in Frieden“), 6. Jh.

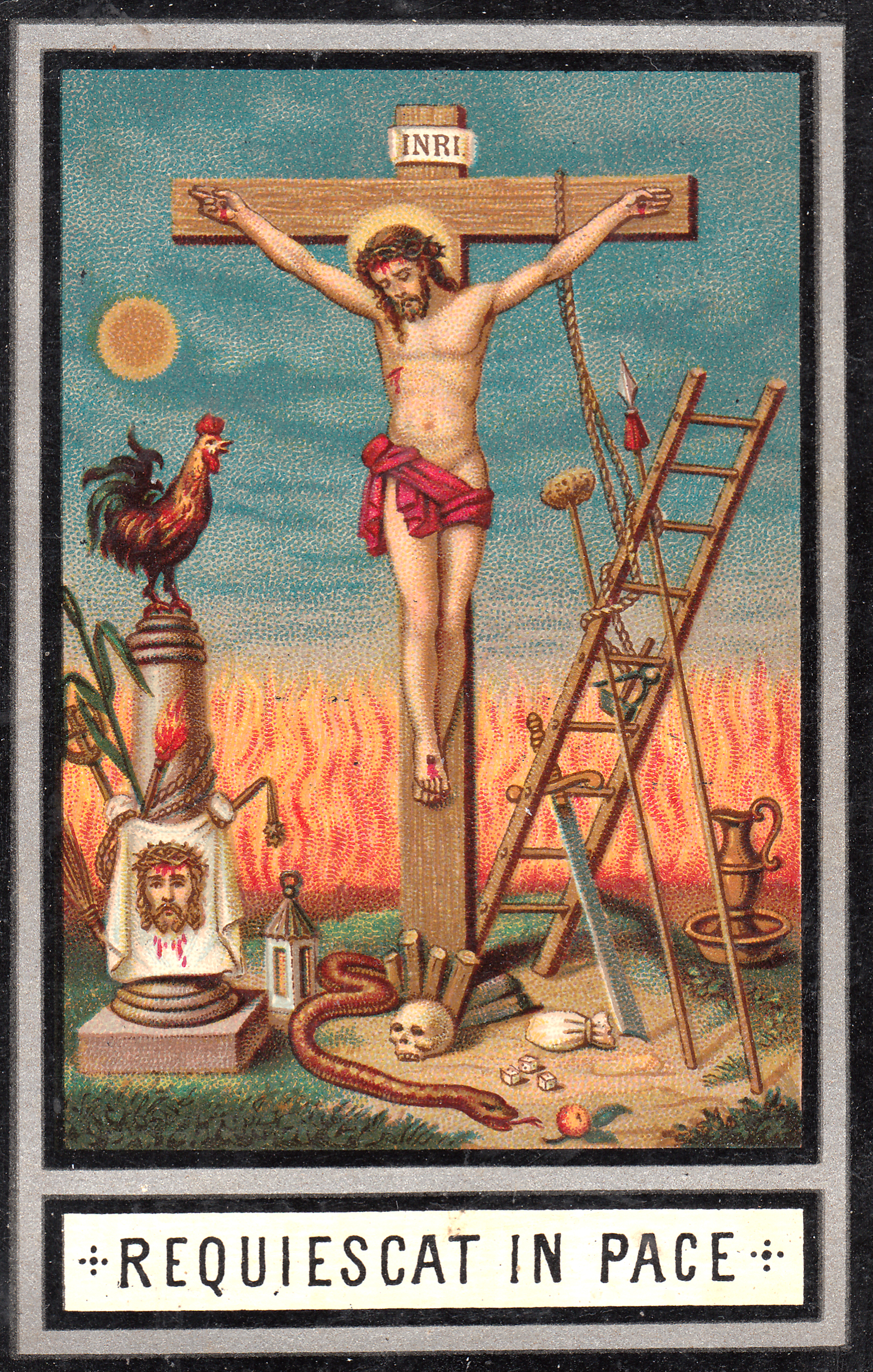
Sterbebildchen (1894)

Als Ursprung des Epitaphs wird meist Ps 4,9  in der Übertragung der Vulgata „in pace in id ipsum dormiam et requiescam“ angegeben.
Nach einem Briefwechsel zwischen Jacob Spon und Pater La Chaise aus dem Jahr 1680 lässt sich die Verwendung des Satzes requiescat in pace als christliche Grabinschrift bis ins 7./8. Jahrhundert zurückverfolgen. Zuvor verwendeten die Christen Spon zufolge Grabinschriften wie obiit in pace („in Frieden gestorben“), abiit in somnum pacis („ging in den Schlaf des Friedens“), depositus est in pace („wurde in Frieden beigesetzt“), quiescit in pace („ruht in Frieden“) oder acceptus est apud Deum („wurde angenommen von Gott“) zusammen mit der Angabe des Sterbedatums.
In der Liturgie der römisch-katholischen Kirche wird die Verszeile im Gebet für die Toten verwendet:
℣: Requiem aeternam dona eis, Domine:
℟: et lux perpetua luceat eis.
℣: Requiescant in pace.
℟: Amen.
℣: Herr, gib ihnen die ewige Ruhe.
℟: Und das ewige Licht leuchte ihnen.
℣: Lass sie ruhen in Frieden.
℟: Amen.
Häufig findet sich die lateinische Redewendung oder die Abkürzung R.I.P. auch auf der Vorder- oder Rückseite von Sterbebildchen.
In italienisch- und englischsprachigen Ländern wird die Abkürzung R.I.P. auch landessprachlich aufgelöst zu italienisch Riposi in pace bzw. englisch Rest in peace („Ruhe in Frieden“).